# Luiz Fernando Gouvêa Labouriau
Luiz Fernando Gouvêa Labouriau (Rio de Janeiro, 22 de junho de 1921 – Brasília, 29 de março de 1996) foi um proeminente botânico e pesquisador brasileiro. 
Comendador da Ordem Nacional do Mérito Científico e membro da Academia Brasileira de Ciências, Labouriau era professor emérito da Universidade de Brasília e foi um dos maiores nomes na área da Fisiologia do Desenvolvimento de Plantas no Brasil, acumulando um grande acervo de pesquisa que hoje é referência na área.

## Biografia
Luiz Fernando nasceu na cidade do Rio de Janeiro, em 1921, filho do engenheiro Ferdinando Labouriau, que morreu quando Luiz era ainda muito pequeno, em 1928, em um acidente aéreo sobre a Baía de Guanabara, em um voo que fazia parte das solenidades de recepção a Santos Dumont. A morte de Ferdinando comoveu o Rio de Janeiro e a Santos-Dumont, que pagou coroas de flores para todos os mortos no acidente em sua recepção.
Seu interesse pela ciência começou ainda criança, quando ganhou um microscópio e um livro de História Natural, o que lhe despertou o desejo em estudar biologia e botânica. Descobre uma paixão pela matemática aos 17 anos e passa um ano inteiro estudando-a em profundidade. Entre 1941 e 1944 faz o curso superior na Escola Naval, pensando inicialmente em seguir a área de engenharia naval.
O apelo da biologia e da botânica foi mais forte e ele então começa a estagiar no Museu Nacional e depois no laboratório do professor Miguel Ozório de Almeida, em Manguinhos (1946-47), na atual Fiocruz. Em seguida, começa a carreira como botânico, em 1946, no Jardim Botânico do Rio de Janeiro, onde começa a desenvolver suas pesquisas nos campos da morfologia e morfogênese experimental.

## Carreira
Em 1952, casou-se com a bióloga e palinóloga Maria Lea Salgado Labouriau. Precisando complementar sua formação, Luiz consegue uma bolsa do CNPq e vai para os Estados Unidos em 1953, onde obtém um título de bacharelado para equiparar ao seu diploma de engenheiro naval e um mestrado em ciências, em 1954. No mesmo ano, é aceito no Instituto de Tecnologia da Califórnia para o doutorado, onde teve a oportunidade de ser orientado por Frits Went, que nos anos 1920 havia descoberto o primeiro hormônio vegetal, a auxina.
De volta ao Rio de Janeiro, em 1957, ele retornou ao Jardim Botânico, onde tentou conciliar a execução de trabalhos de fisiologia ecológica e fisiologia do desenvolvimento, mas a falta de perspectivas em montar um laboratório de fisiologia vegetal no Jardim Botânico determinou sua transferência para São Paulo em 1960, para o Instituto de Botânica da Secretaria da Agricultura, onde teria a oportunidade de criar seu primeiro laboratório. Sem recursos de espaço e equipamentos, em um primeiro momento, dedicou-se a trabalhos de fisiologia e anatomia ecológica, abrindo novas perspectivas para estudos sobre os cerrados. Com o apoio financeiro da FAPESP, do CNPq e do BID, conseguiu montar um laboratório, onde deu início à linha de pesquisa que desenvolveria dali em diante: a germinação de sementes e sua dependência da temperatura, que foi o tema de sua livre-docência, obtida na Universidade Federal do Rio de Janeiro, em 1967. Formou em seu laboratório vários pesquisadores de renome como Sonia Dietrich, Alfredo Gui Ferreira, José Tarquinio Prisco,  Ivany Válio e Walter Handro, entre outros. Porém, em 1969, uma reforma administrativa no Instituto de Botânica extingue a seção que chefiava, e o transfere compulsoriamente, juntamente com sua esposa, para outra instituição sem quaisquer recursos para pesquisa em fisiologia vegetal. Não aceitando a situação, demite-se e vive durante alguns meses com uma bolsa da FAPESP.
Em 1970, Luiz é convidado para trabalhar na Universidade de Brasília, onde cria o Departamento de Biologia Vegetal, e tenta organizar um novo laboratório de fisiologia. Sem muito apoio na capital federal e sem um laboratório, ele decide se mudar para a Venezuela, em 1973, onde trabalhar até 1986 no Instituto Venezolano de Investigaciones Cientificas, onde obtém os títulos de pesquisador titular e pesquisador emérito. Foi neste laboratório que Luiz desenvolveu a linha de pesquisa que tentou fazer no Brasil, a termobiologia.
Luiz e a esposa retornaram ao Brasil em 1986, onde ele é contratado pela Universidade de Brasília como professor visitante, onde conseguiu montar seu laboratório de termobiologia. Em 1988, torna-se professor titular e em 1991, aos 70, foi aposentado compulsoriamente, continuando seu trabalho no laboratório como pesquisador sênior, recebendo em 1995 o título de professor emérito.

## Morte
Em janeiro de 1996, Luiz Fernando sofreu um infarto e passou por duas cirurgias cardíacas. Em 29 de março de 1996, em Brasília, ele sofreu um terceiro infarto e faleceu aos 74 anos.